# 早く家へ帰りたい
「早く家へ帰りたい」（原題： Homeward Bound）は、サイモン&ガーファンクルが1966年に発表したシングル。
ポール・サイモンが1965年にロンドンを拠点として活動していた頃、イングランドでソロ・ツアーを行った折にロンドンが恋しくなったことを元に作られた曲。アルバム『サウンド・オブ・サイレンス』（1966年）のためのレコーディング・セッションで録音されたが、同アルバムには収録されず、1966年1月19日にシングルとして発表。B面は「木の葉は緑 (Leaves That Are Green)」。
全米5位・全英9位に達し、イギリスでは初のチャート・インを果たした。その後、同年10月24日発売のアルバム『パセリ・セージ・ローズマリー・アンド・タイム』に収録された。

## 別バージョン
- ポール・サイモン - ライブ・アルバム『ライヴ・ライミン』（1974年）。ノートルダム大学、またはカーネギー・ホールでの録音。

- ポール・サイモン&ジョージ・ハリスン - 1976年11月20日、サイモンがテレビ番組『サタデー・ナイト・ライブ』のホストを務めた際にゲストのハリスンと共に演奏[6]。その後、1991年発売のチャリティ・アルバム『ルーマニアン・エンジェル・アピール〜ノーバディーズ・チャイルド』に収録された[7]。

- サイモン&ガーファンクル - ライブ・アルバム『The Concert in Central Park』（1982年）。1981年9月19日、NY、セントラル・パークにて録音。

- ポール・サイモン - 新型コロナウイルスの流行により各国で外出禁止の措置がなされる中、2020年6月10日にテキサス州オースティンの人々を支援するベネフィット・ライヴ・ストリーミング・コンサート「A Night for Austin」が開催された[8]。サイモンは自宅から本作品と「僕とフリオと校庭で」を配信。また、妻のエディ・ブリケルと「ミスター・リー」をデュエットした。

## カバー・バージョン
- チャド&ジェレミー - 『Distant Shores』（1966年）
- メル・トーメ - 『Right Now!』（1966年）
- ペトゥラ・クラーク - 『I Couldn't Live Without Your Love』（1966年）
- シェール - 『Chér』（1966年）
- ピーター&ゴードン - 『Peter and Gordon』（1966年）
- ディノ、デシ&ビリー - 『Memories Are Made of This』（1966年）[9]
- リチャード・アンソニー - EP「Le soleil ne brille plus」（1966年）に収録。フランス語詞。タイトルは「Un autographe, SVP」。
- クリフ・リチャード - 『Don't Stop Me Now!』（1967年）
- グレン・キャンベル - 『By the Time I Get to Phoenix』（1967年）
- サンディ・ショウ - 『The Sandie Shaw Supplement』（1968年）
- デイヴィ・グレアム - 『Hat』（1969年）
- ハリー・ベラフォンテ - 『Homeward Bound』（1970年）
- 森山良子 - 『ビートルズ、S&Gを歌う』（1971年）
- ジャーメイン・ジャクソン - 『Jermaine』（1972年）
- 井上陽水 - 映画『限りなく透明に近いブルー』サウンドトラック（1979年）
- ホフマン&ホフマン - 『In deiner Straße』（1980年）に収録。ドイツ語詞。タイトルは「Einmal nach Haus」。
- ウィリー・ネルソン - 『Take It to the Limit』（1983年）
- ローナン・キーティング - 『Winter Songs』（2009年）